# Котик Валентин Олександрович
Валенти́н Олекса́ндрович Ко́тик (також Ва́ля Ко́тик; 11 лютого 1930, с. Хмелівка, Шепетівська округа, Вінницька область, нині Шепетівського району, Хмельницької області — 17 лютого 1944, м. Ізяслав) — піонер, партизан-розвідник, Герой Радянського Союзу (посмертно).

## Життєпис
Народився 11 лютого 1930 року, в селі Хмелівка Шепетівського району Шепетівської округи. Навчався в школі № 4 міста Шепетівки. Із окупацією Шепетівки німецькими військами, Котик, згідно із твердженнями радянських джерел, вступив до партизанського загону.
Валя Котик був нагороджений орденом Вітчизняної війни 1-го ступеня, медаллю «Партизанові Вітчизняної війни» 2-го ступеня. У 1958 році йому посмертно присвоїли звання Героя Радянського Союзу.

### Події
Як стверджують радянські автори:
З 1942 року зв'язковий з Шепетівською підпільною партійною організацією.
З 1943 року юний патріот — розвідник шепетівського партизанського загону імені Кармелюка.
16 лютого 1944 року під час виконання завдання у місті Ізяславі, був поранений та наступного дня відправлений разом із своєю матір'ю на лікування до партизанського шпиталю у Стриганах. Біля міста потрапив під німецький авіаналіт, під час якого загинув від вибуху авіабомби. Був похований разом з іншими партизанами у братській могилі в селі Плужне

## Вшанування

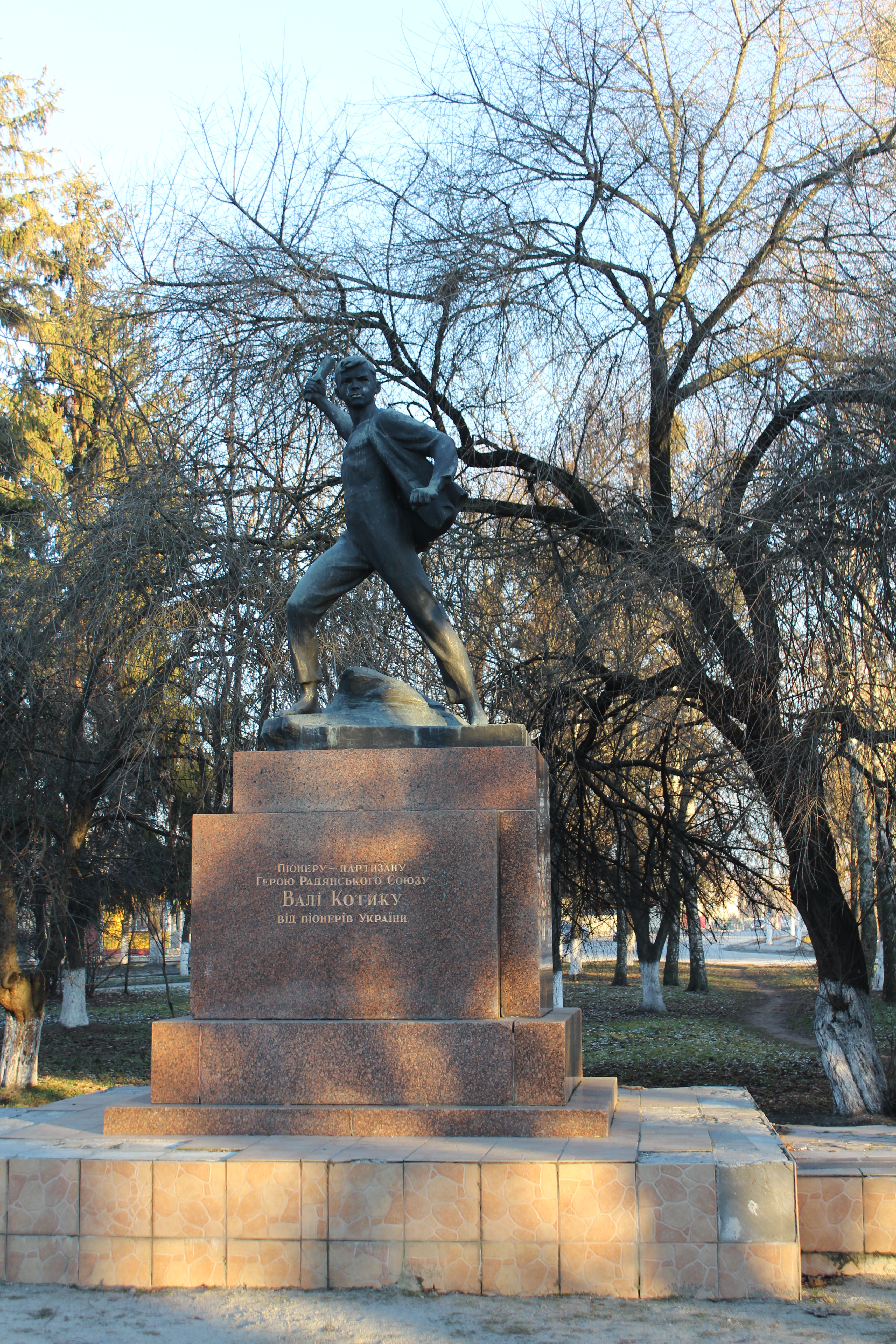
Пам'ятник Валі Котику у Шепетівці

У 1957 році знято фільм «Орлятко», в образі головного героя якого поєднані риси Валентина Котика й Марата Казея.
В 1958 році, 27 червня Указом Президії Верховної Ради СРСР, за проявлений героїзм в боротьбі з німецькими загарбниками, посмертно присвоєно звання Героя Радянського Союзу.
Після цього на честь Героя Радянського Союзу Валі Котика названі вулиці у Кривому Розі, Шепетівці. У 1960 році перед школою у Шепетівці, в якій він навчався, йому встановлено пам'ятник.
1966 року одну з вулиць у Львові (місцевість Сигнівка) назвали на честь Валі Котика (від 1997 року — вулиця Пустомитівська).